# Wielkopole (powiat włodawski)
Wielkopole – wieś w Polsce położona w województwie lubelskim, w powiecie włodawskim, w gminie Urszulin.
| SIMC    | Nazwa          | Rodzaj    |
| ------- | -------------- | --------- |
| 1025812 | Bankowe        | część wsi |
| 1025841 | Flisiuków      | część wsi |
| 1025870 | Męczyńszczyzna | część wsi |

W latach 1975–1998 miejscowość należała administracyjnie do województwa chełmskiego.
Wieś stanowi sołectwo gminy Urszulin. Według Narodowego Spisu Powszechnego z roku 2011 wieś liczyła 88 mieszkańców.
Wierni Kościoła rzymskokatolickiego należą do parafii św. Stanisława w Wereszczynie.